# August Fischer (Sänger)

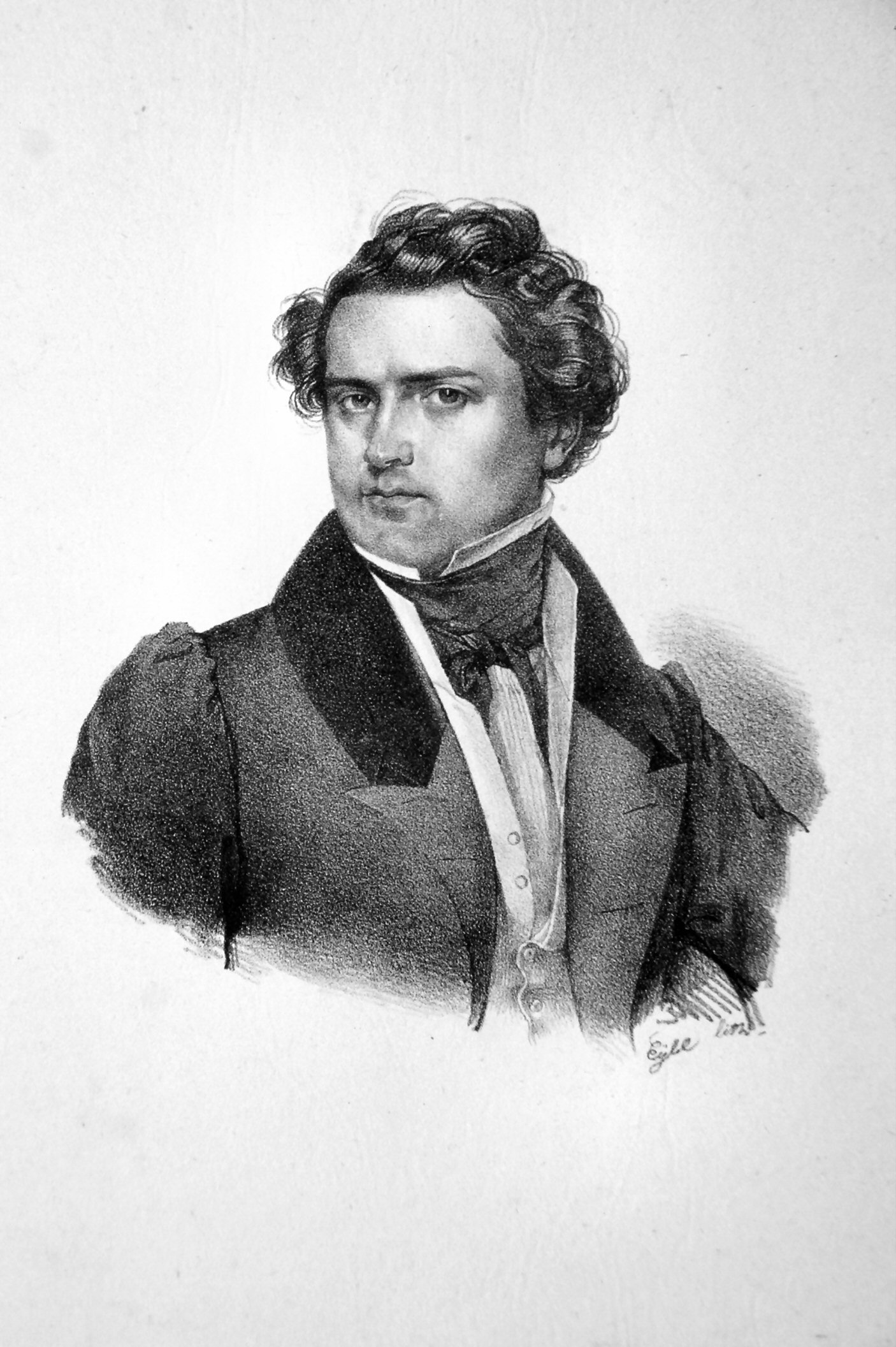
August Fischer, Lithographie von Franz Eybl, um 1830

August Fischer (1798 in Freiberg – 1865 in Berlin) war ein deutscher Opernsänger (Bass, Bariton).

## Leben
Fischer erhielt seinen ersten Gesangsunterricht bei seinem Onkel, dem Konrektor Fischer und dessen Sohn Christian Wilhelm Fischer (1786–1859), der ebenfalls ein bekannter Opernsänger und Regisseur wurde. 
Ohne das Gymnasium zu beenden, begann er seine Bühnenkarriere 1816/17 in Dessau. Er debütierte als Opferpriester in Salieris Axur und Daniel in Der Wasserträger (Les deux journées) von Luigi Cherubini. In Dessau heiratete er die Schauspielerin Gerlach. 
Hierauf wechselte er wiederholt Engagements, bis es ihm endlich gelang in Wien als Sarastro (Die Zauberflöte) am Hofoperntheater in Wien zu gastieren. Dort blieb er bis 1827 und nahm währenddessen Unterricht bei Giuseppe Ciccimara. Von 1827 bis 1829 war er am Deutschen Theater Budapest und danach erneut für eine Spielzeit an der Wiener Hofoper. 1830 wechselte er nach Darmstadt, wo er nach der Schließung dieser Bühne 1835 ans Königstädtische Theater nach Berlin wechselte. 
1836 gastierte er an der Münchner Hofoper. 1837 wurde er von Gaspare Spontini an die Berliner Hofoper berufen, nachdem er dort als Sarastro, als Figaro im Barbier von Sevilla und als Telasko in Spontinis Fernand Cortez gastiert hatte. Dort blieb er bis zum Ende seiner Karriere 1851.